# Organismo litoautotrofo
Un organismo litoautotrofo o chimiolitoautotrofo è un microorganismo capace di generare l'energia di cui ha bisogno da composti inorganici ridotti di origine minerale. Più specificatamente, gli organismi litoautotrofi combinano un metabolismo litotrofo per l'ottenimento di potere riduttore con l'uso di una fonte di carbonio autotrofa.
Gli organismi litoautotrofi sono esclusivamente microscopici, la macrofauna non è capacitata a livello evolutivo per compiere questo tipo di attività metabolica. La maggior parte di questi organismi appartengono al dominio Bacteria o al dominio Archaea. Inoltre, la maggior parte degli organismi litoautotrofi si caratterizzano per essere estremofili.
L'estrema specializzazione evolutiva a cui sono stati sottoposti questi microorganismi li ha obbligati ad occupare nicchie ecologiche quasi esclusive e dalla poca competizione intraespecifica e obbliga ogni specie a specializzarsi solo su un tipo di molecola per l'ottenimento di carbonio.